# Sperryville
Sperryville è un census-designated place (CDP) degli Stati Uniti d'America, situato nello stato della Virginia, nella contea di Rappahannock. Secondo il censimento del 2020 gli abitanti di Sperryville ammontavano a 302.
Lo Sperryville Historic District è stato inserito nel National Register of Historic Places nel 1983.